# IWGP World Heavyweight Championship
L'IWGP World Heavyweight Championship (世界ヘビー級王座?), è il massimo titolo di proprietà della New Japan Pro-Wrestling.

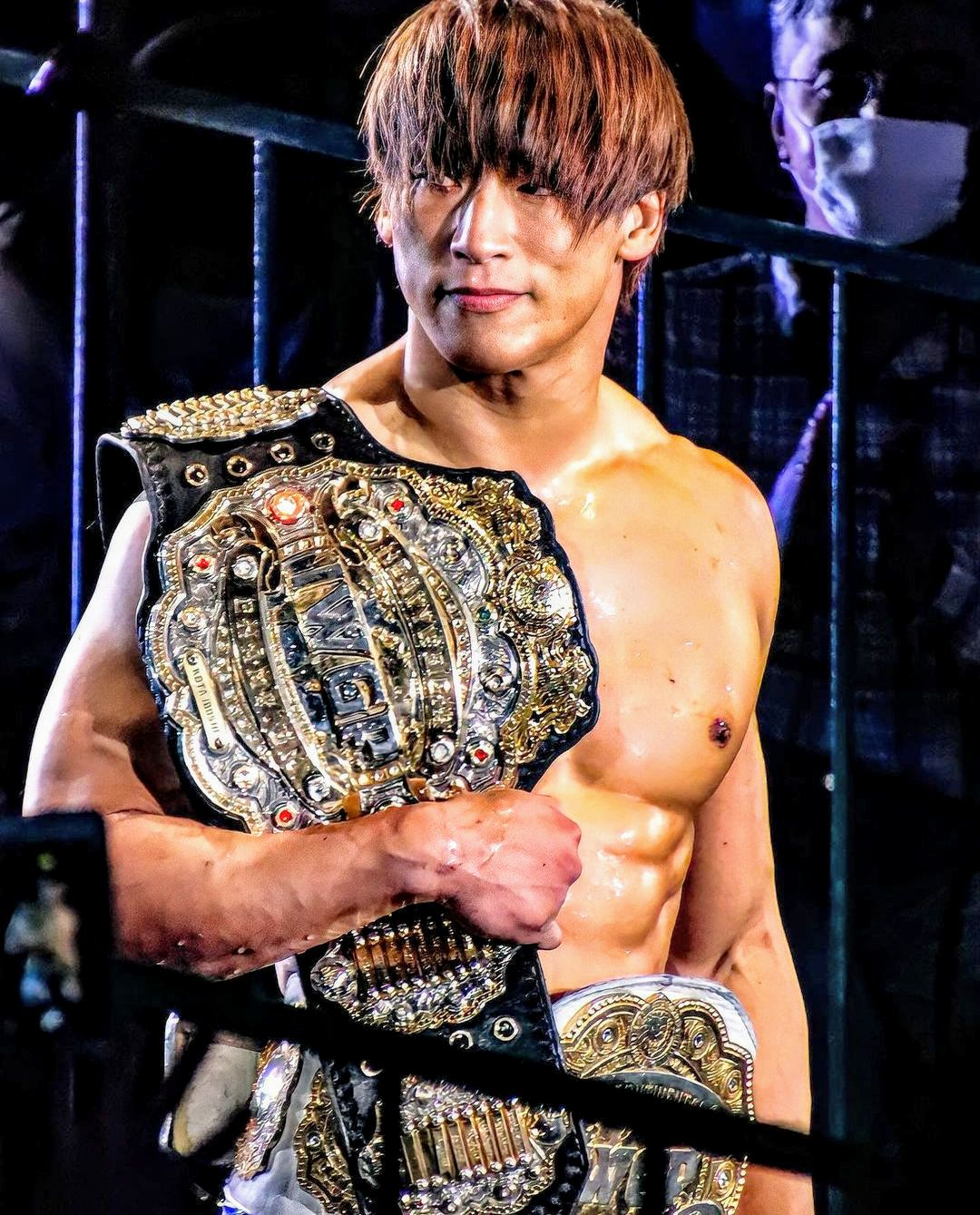
Kota Ibushi, primo detentore del titolo, con le cinture che lo compongono (sulla spalla l'IWGP Heavyweight Championship e alla vita l'IWGP Intercontinental Championship)

## Storia
Il titolo nasce dall'unificazione del vecchio IWGP Heavyweight Championship con l'IWGP Intercontinental Championship. I due titoli sono stati vinti da Tetsuya Naito durante Wrestle Kingdom 14  e da allora sono sempre stati difesi insieme fino a quando, il 28 febbraio 2021 a Castle Attack, Kōta Ibushi, detentore di entrambe le cinture, ha sconfitto proprio Naito mantenendo il titolo intercontinentale. Il giorno dopo la NJPW ha deciso di unificare le cinture acconsentendo alle richieste di Ibushi, creando un unico titolo che portasse avanti la storia delle due cinture più importanti della federazione. Ibushi è stato ufficialmente riconosciuto come primo campione dopo aver mantenuto le due cinture separatamente un'ultima volta contro El Desperado durante il 49º anniversario della federazione.

## Design

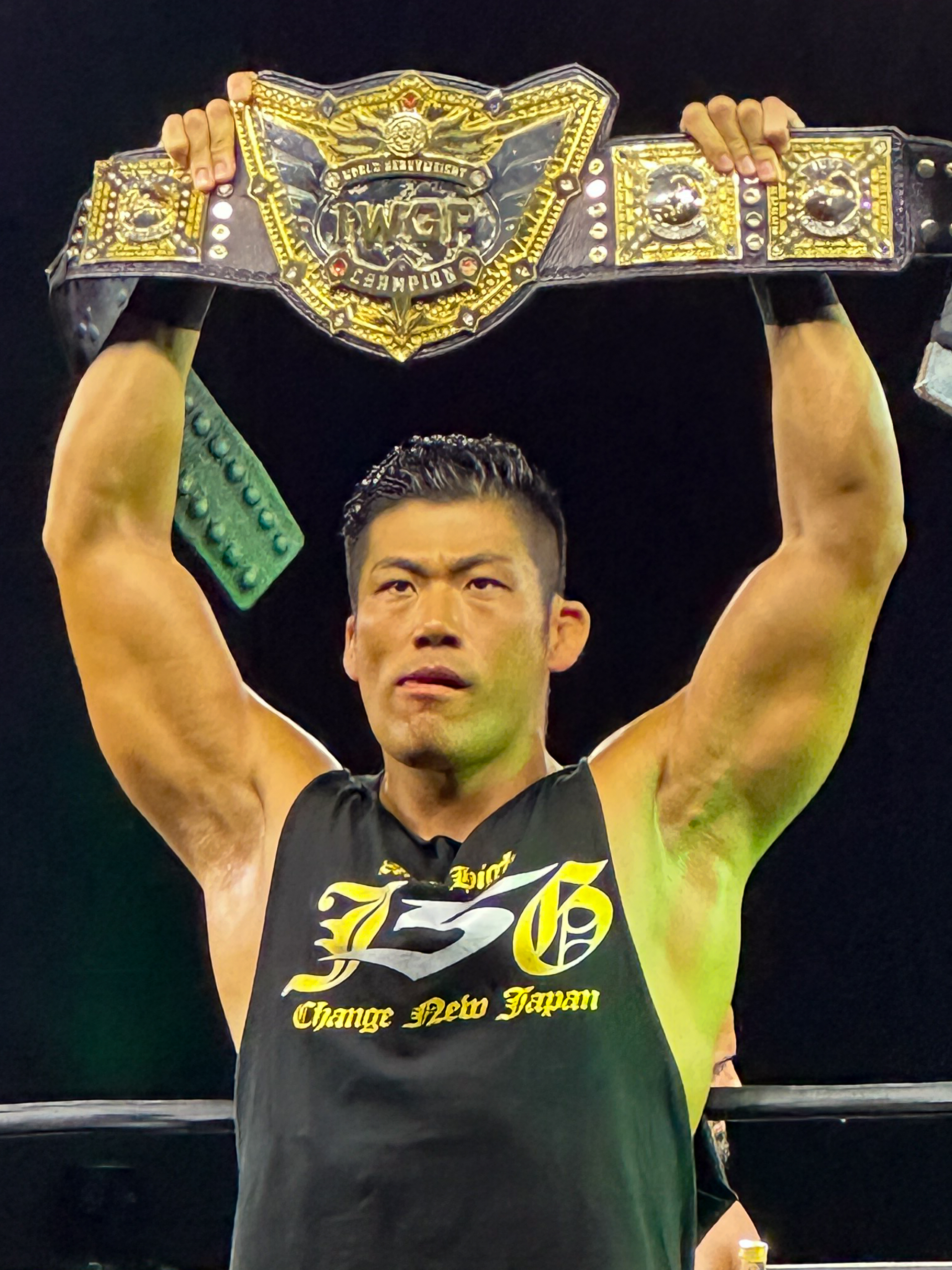
Sanada mentre sfoggia il titolo

Il design del titolo include in sé tutte le precedenti versioni del titolo Heavyweight e del titolo intercontinentale. Presenta infatti nella sua metà superiore un disegno circolare (a rappresentare la versione originale del titolo dei pesi massimi) incorporato nella forma a corona in richiamo alla seconda versione del titolo. Nel piatto centrale ci sono richiami sia alla terza versione del titolo (nelle ali laterali) e della quarta (il simbolo del leone). I piatti laterali invece sono in onore del titolo intercontinentale. Sempre nel piatto centrale sono presenti diversi simboli: a incorniciare il leone (che rappresenta il Sole sopra la Terra) sono presenti due ali che fanno anche da elsa alla spada che trafigge il globo sottostante, infine sono presenti cinque gemme a rappresentare i cinque continenti, posizionate a formare i denti del leone che regge il mondo fra le sue fauci.

## Albo d'oro

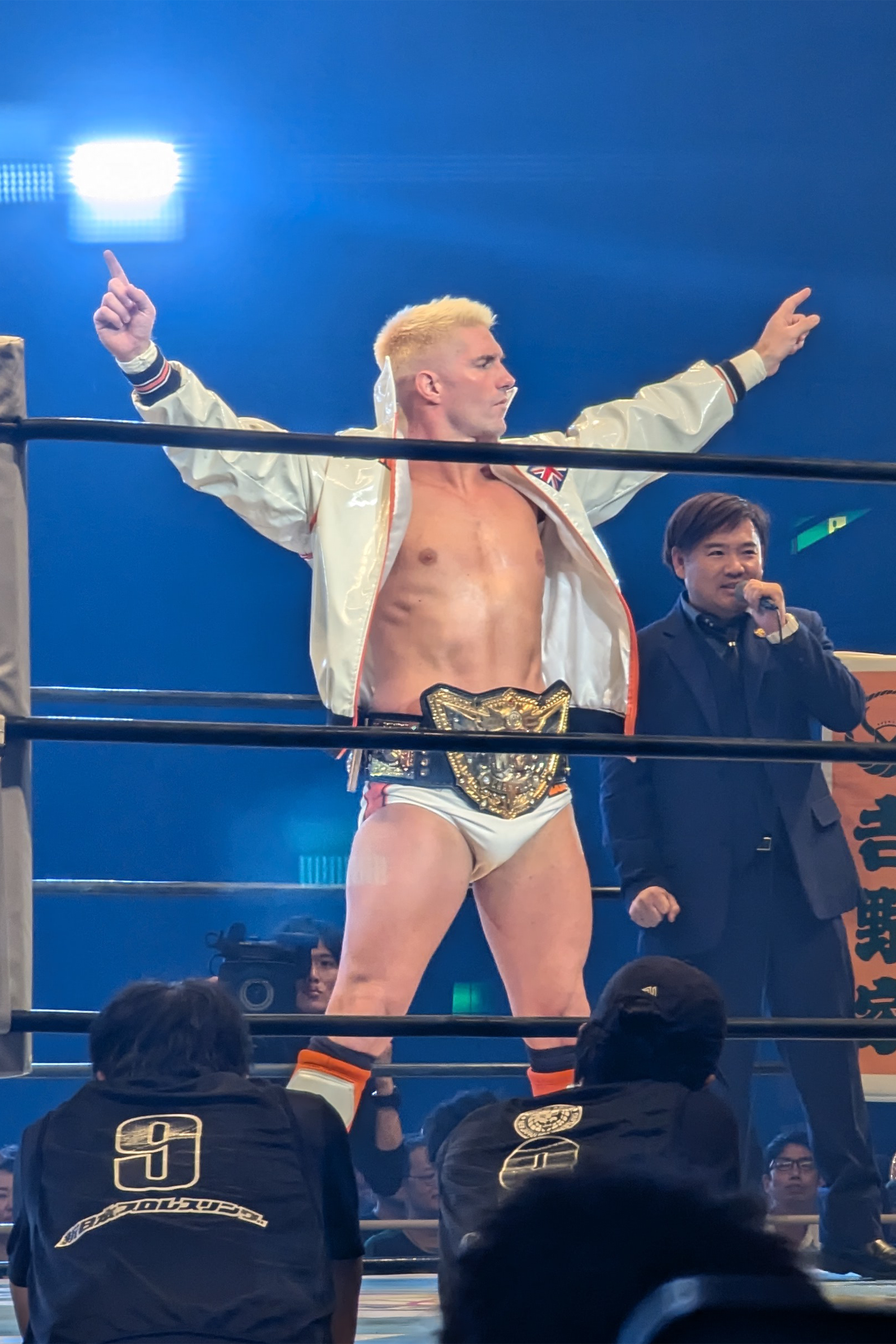
L'attuale detentore Zack Sabre Jr.

| #  | Campione        | Regno | Data             | Giorni | Difese | Località          | Evento                         | Note | Fonti  |
| -- | --------------- | ----- | ---------------- | ------ | ------ | ----------------- | ------------------------------ | --- | ------ |
| 1  | Kōta Ibushi     | 1     | 4 marzo 2021     | 31     | 1      | Tokyo             | 49th Anniversary Show          | Ibushi unificò l'IWGP Heavyweight Championship e l'IWGP Intercontinental Championship difendendo entrambi i titoli contro El Desperado e formando l'IWGP World Heavyweight Championship. | [ 5 ]  |
| 2  | Will Ospreay    | 1     | 4 aprile 2021    | 46     | 1      | Tokyo             | Sakura Genesis                 | | [ 6 ]  |
| —  | Vacante         | —     | 20 maggio 2021   | —      | —      | —                 | —                              | Reso vacante a causa di un infortunio di Ospreay al collo. | [ 7 ]  |
| 3  | Shingo Takagi   | 1     | 7 giugno 2021    | 211    | 3      | Osaka             | Dominion 6.6 in Osaka-jo Hall  | Takagi sconfisse Kazuchika Okada in un match per la riassegnazione del titolo. | [ 8 ]  |
| 4  | Kazuchika Okada | 1     | 4 gennaio 2022   | 159    | 4      | Tokyo             | Wrestle Kingdom 16             | | [ 9 ]  |
| 5  | Jay White       | 1     | 12 giugno 2022   | 206    | 2      | Osaka             | Dominion 6.12 in Osaka-jo Hall | | [ 10 ] |
| 6  | Kazuchika Okada | 2     | 4 gennaio 2023   | 94     | 2      | Tokyo             | Wrestle Kingdom 17             | | [ 11 ] |
| 7  | Sanada          | 1     | 8 aprile 2023    | 271    | 4      | Tokyo             | Sakura Genesis                 | | [ 12 ] |
| 8  | Tetsuya Naito   | 1     | 4 gennaio 2024   | 99     | 2      | Tokyo             | Wrestle Kingdom 18             | | [ 13 ] |
| 9  | Jon Moxley      | 1     | 12 aprile 2024   | 79     | 4      | Chicago, Illinois | Windy City Riot                | | [ 14 ] |
| 10 | Tetsuya Naito   | 2     | 30 giugno 2024   | 102    | 1      | Elmont, New York  | Forbidden Door                 | | [ 15 ] |
| 11 | Zack Sabre Jr.  | 1     | 14 ottobre 2024  | 120    | 2      | Tokyo             | King of Pro-Wrestling          | | [ 16 ] |
| 12 | Hirooki Goto    | 1     | 11 febbraio 2025 | 138    | 7      | Tokyo             | The New Beginning in Osaka     | | [ 17 ] |
| 13 | Zack Sabre Jr.  | 2     | 29 giugno 2025   | 51+    | 0      | Nagoya            | Tanahashi Jam                  | |        |